# Jaszów
Jaszów (deutsch Seiffersdorf; auch Seiffersdorf b. Ottmachau) ist ein Ort in der Stadt- und Landgemeinde Grodków  in der Woiwodschaft Opole in Polen.

## Geographie
Das Straßendorf Jaszów liegt etwa fünfzehn Kilometer südwestlich von Grodków (Grottkau), 40 Kilometer südwestlich von Brzeg (Brieg) und 50 Kilometer westlich von Opole (Oppeln) in der Nizina Śląska (Schlesische Tiefebene) an der Stara Struga, einem linken Nebenfluss der Glatzer Neiße. Das Dorf ist umgeben von mehreren Waldgebieten, darunter im Süden dem Biechowski Las (Bechauer Wald).
Nachbarorte von Jaszów sind im Norden Bogdanów (Boitmannsdorf), im Osten Czarnolas (Petersheide), im Süden Biechów (Bechau) und Kłodobok (Klodebach) und im Westen Szklary (Gläsendorf).

## Geschichte

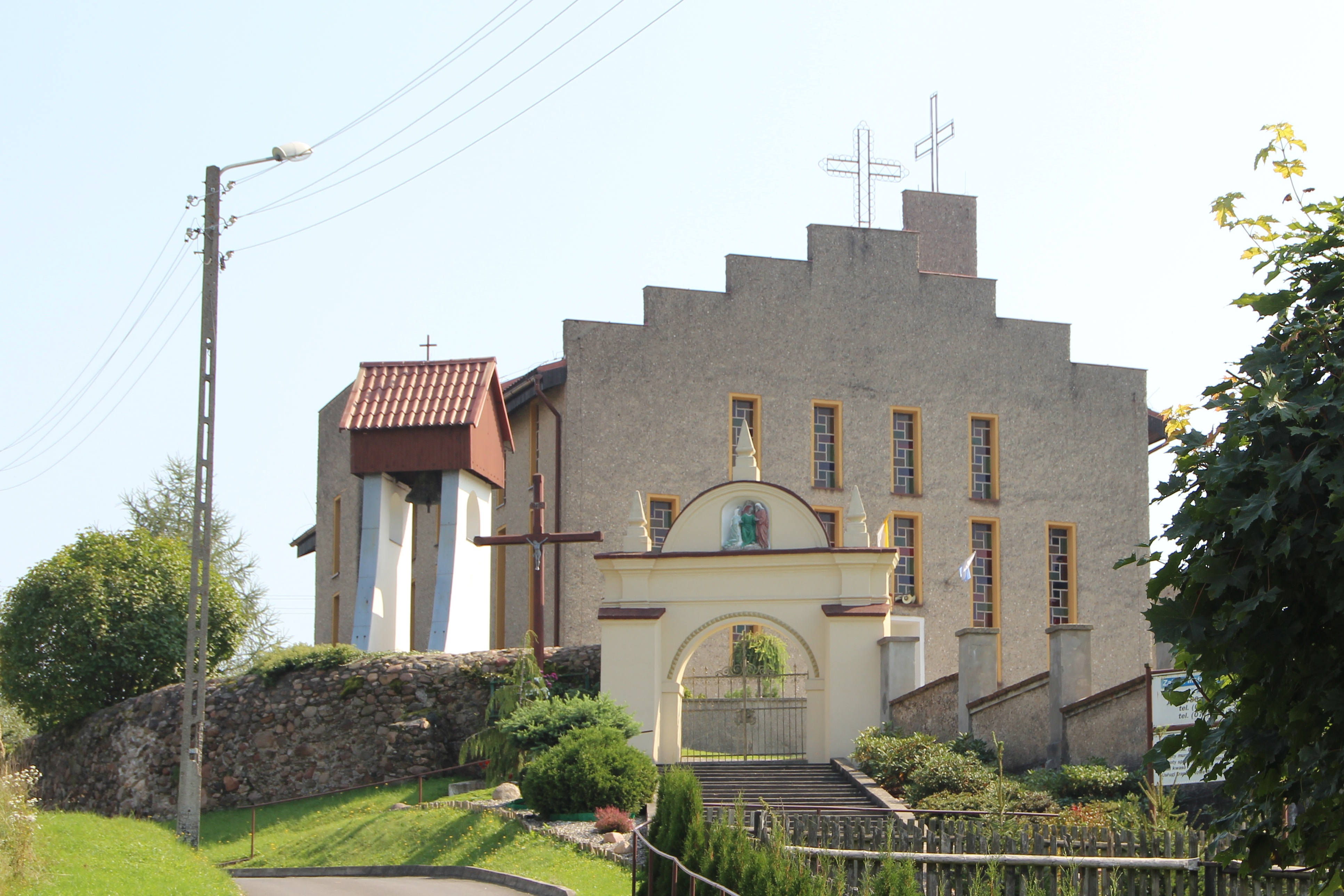
Kirche St. Anna

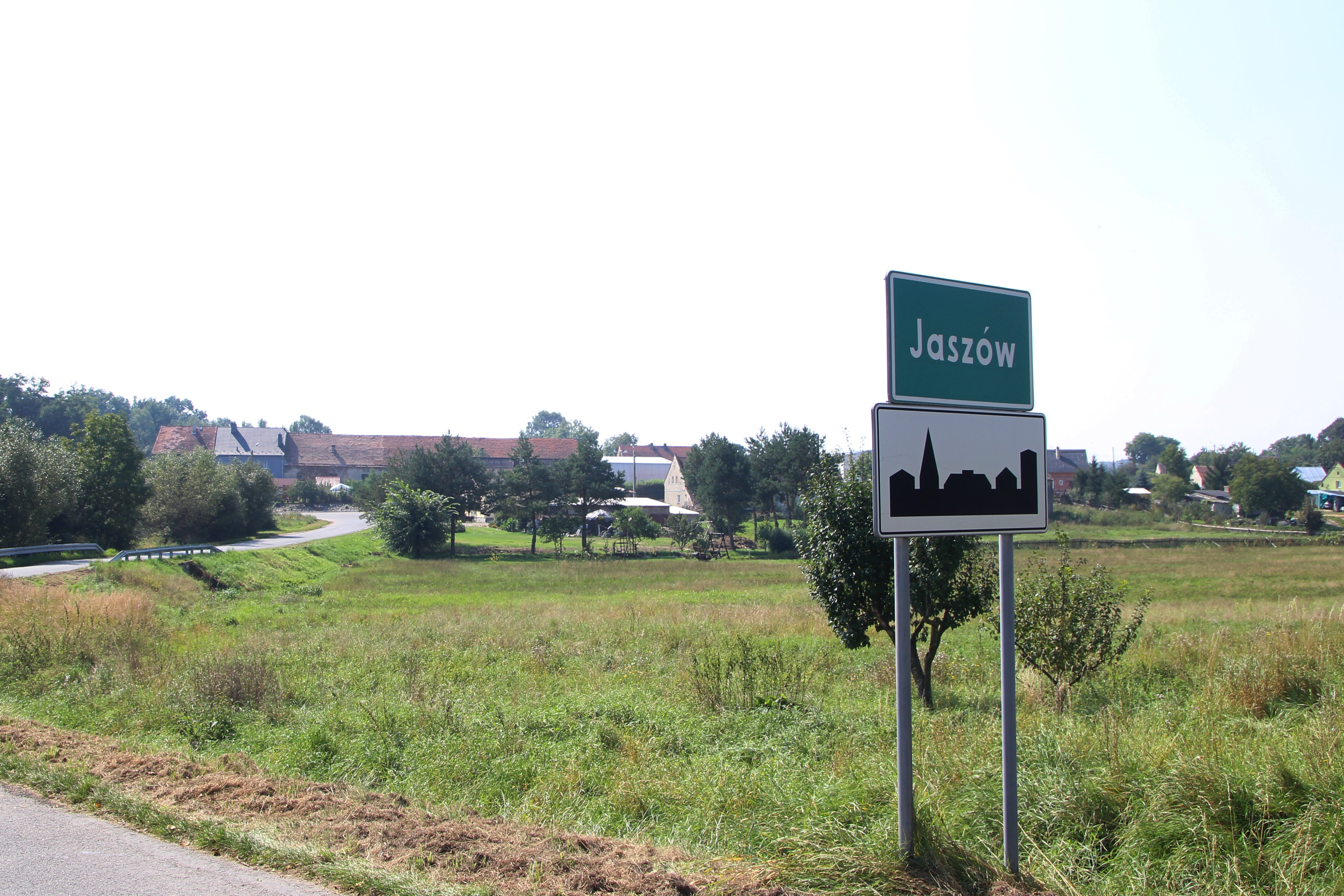
Dorfansicht

In der Liber fundationis episcopatus Vratislaviensis aus den Jahren 1295–1305 wird der Ort als erstmals „Syffridi villa“ erwähnt. Der Ortsname „Syffridi villa“ ist ebenfalls für 1310 urkundlich belegt. Damals bestand es aus 52 bzw. 53 großen und kleinen Hufen, einer Scholtisei mit neun Hufen und einer Schenke sowie zwei Mühlen mit zwei Rädern. Es gehörte zum bischöflichen Fürstentum Neisse (Bistumsland), das seit 1342 ein Lehen der Krone Böhmen war. 1382 wird das Dorf als Syfridesdorff erwähnt. 1425 ist die Schreibweise „Syfridsdorf“ überliefert. 1570 besaßen Georg Eckwericht und Hans Eckwericht je ein Vorwerk in Seiffersdorf.
Nach dem Ersten Schlesischen Krieg 1742 fiel Seiffersdorf mit dem größten Teil des Fürstentums Neisse an Preußen. 1763 wurde im Dorf eine Schule eingerichtet.
Nach der Neuorganisation der Provinz Schlesien gehörte die Landgemeinde Seiffersdorf ab 1816 zum Landkreis Grottkau im Regierungsbezirk Oppeln. 1845 bestanden im Dorf eine katholische Kirche, ein Schloss, eine katholische Schule, eine Brauerei, eine Brennerei sowie weitere 120 Häuser. Im gleichen Jahr lebten in Seiffersdorf b. Ottmachau 667 Menschen, davon 31 evangelisch. 1855 lebten 333 Menschen im Ort. 1865 bestanden im Ort 15 Bauern-, 20 Gärtner- und 14 Häuslerstellen. Die einklassige katholische Schule wurde im gleichen Jahr von 78 Schülern besucht. Seit 1874 bildete die Landgemeinde Seiffersdorf den Amtsbezirk Seiffersdorf b. Ottmachau, welcher die Landgemeinden Schwedlich und Seiffersdorf b. Ottmachau und den Gutsbezirken Schwedlich und Seiffersdorf b. Ottmachau umfasste. Erster Amtsvorsteher war der Rittergutsbesitzer Kachulle in Seiffersdorf b. Ottmachau. 1885 zählte Seiffersdorf b. Ottmachau 703 Einwohner.
1933 lebten in Seiffersdorf 740 Einwohner, 1939 waren es 718 Einwohner. Bis Kriegsende 1945 gehörte der Ort zum Landkreis Grottkau.
Als Folge des Zweiten Weltkriegs fiel Seiffersdorf 1945 wie der größte Teil Schlesiens unter polnische Verwaltung. Die deutsche Bevölkerung wurde weitgehend vertrieben. Seiffersdorf wurde in Jaszów umbenannt und der Woiwodschaft Schlesien angeschlossen. 1950 wurde es der Woiwodschaft Oppeln eingegliedert. In den 1980er Jahren erhielt Jaszów wieder ein Gotteshaus, das der heiligen Anna gewidmet wurde. 1999 kam der Ort zum neu gegründeten Powiat Brzeski (Kreis Brieg).

## Sehenswürdigkeiten
- Die römisch-katholische St.-Anna-Kirche (poln. Kościół św. Anny) wurde 1981 errichtet. Es handelt sich um eine Filialkirche der Pfarrei in Karłowice Wielkie.[8] Zuvor stand an gleicher Stelle eine Kirche, welche bereits 1302 erwähnt wurde. Das Gotteshaus wurde bei Kampfhandlungen im Frühjahr 1945 zerstört.
- Das Gutshaus wurde in der zweiten Hälfte des 19. Jahrhunderts im Auftrag der Familie von Ohlen u. Adlerskron erbaut.[9]
- Wegekapelle mit Marienfigur